# Kabinet-Adenauer I
Het kabinet–Adenauer I  was het eerste West-Duitse kabinet van 15 september 1949 tot 20 oktober 1953. Het kabinet werd gevormd door de politieke partijen Christlich Demokratische Union Deutschlands (CDU)-Christlich-Soziale Union (CSU), de Freie Demokratische Partei (FDP) en de Duitse Partij (DP) na de verkiezingen van 1949.
De Bondsrepubliek had op dit moment nog een zeer beperkte soevereniteit: pas bij de Verdragen van Parijs kreeg zij een groot deel van de soevereiniteit terug. Tot 1951 werden de buitenlandse zaken van Duitsland door de geallieerden behartigd. Bij de oprichting van het ministerie van buitenlandse zaken in 1951 nam Adenauer zelf het ministerschap op zich.
| Ambtsbekleders                       | Ambtsbekleders         | Ambtsbekleders                     | Functie(s)                                                            | Termijn           | Termijn         | Partij |
| ------------------------------------ | ---------------------- | ---------------------------------- | --------------------------------------------------------------------- | ----------------- | --------------- | ------ |
|                                      | Konrad Adenauer        | Konrad Adenauer (1876–1967)        | Bondskanselier                                                        | 15 september 1949 | 16 oktober 1963 | CDU    |
| Bondsminister van Buitenlandse Zaken | Konrad Adenauer        | Konrad Adenauer (1876–1967)        | 15 maart 1951                                                         | 6 juni 1955       |                 | CDU    |
|                                      | Franz Blücher          | Franz Blücher (1896–1959)          | Vicekanselier                                                         | 15 september 1949 | 29 oktober 1957 | FDP    |
| Bondsminister voor het Marshallplan  | Franz Blücher          | Franz Blücher (1896–1959)          | 20 oktober 1953                                                       | 15 september 1949 |                 | FDP    |
|                                      | Gustav Heinemann       | Gustav Heinemann (1899–1976)       | Bondsminister van Binnenlandse Zaken                                  | 15 september 1949 | 11 oktober 1950 | CDU    |
|                                      | Robert Lehr            | Robert Lehr (1883–1956)            | Bondsminister van Binnenlandse Zaken                                  | 11 oktober 1950   | 20 oktober 1953 | CDU    |
|                                      | Fritz Schäffer         | Fritz Schäffer (1888–1967)         | Bondsminister van Financiën                                           | 15 september 1949 | 29 oktober 1957 | CSU    |
|                                      | Thomas Dehler          | Thomas Dehler (1897–1967)          | Bondsminister van Justitie                                            | 15 september 1949 | 20 oktober 1953 | FDP    |
|                                      | Ludwig Erhard          | Ludwig Erhard (1897–1977)          | Bondsminister van Economische Zaken                                   | 15 september 1949 | 16 oktober 1963 | O      |
|                                      | Anton Storch           | Anton Storch (1892–1975)           | Bondsminister van Arbeid                                              | 15 september 1949 | 29 oktober 1957 | CDU    |
|                                      | Hans-Christoph Seebohm | Hans-Christoph Seebohm (1903–1967) | Bondsminister van Verkeer                                             | 15 september 1949 | 1 december 1966 | DP     |
|                                      |                        | Wilhelm Niklas (1887–1957)         | Bondsminister van Landbouw, Voedsel en Bosbeheer                      | 15 september 1949 | 20 oktober 1953 | CSU    |
|                                      | Eberhard Wildermuth    | Eberhard Wildermuth (1890–1952)    | Bondsminister van Huisvesting                                         | 15 september 1949 | 9 maart 1952    | FDP    |
|                                      |                        |                                    | Bondsminister van Huisvesting                                         | Vacant            |                 |        |
|                                      |                        | Fritz Neumayer (1884–1973)         | Bondsminister van Huisvesting                                         | 15 juli 1952      | 20 oktober 1953 | FDP    |
|                                      |                        | Hans Schuberth (1897–1976)         | Bondsminister van Posterijen en Communicatie                          | 15 september 1949 | 9 december 1953 | CSU    |
|                                      | Jakob Kaiser           | Jakob Kaiser (1888–1961)           | Bondsminister voor Oost-Duitse Betrekkingen                           | 15 september 1949 | 29 oktober 1957 | CDU    |
|                                      | Hans Lukaschek         | Hans Lukaschek (1885–1960)         | Bondsminister voor Vluchtelingen en Oorlogsslachtoffers               | 15 september 1949 | 20 oktober 1953 | CDU    |
|                                      |                        | Heinrich Hellwege (1908–1991)      | Bondsminister voor de Bondsraad                                       | 15 september 1949 | 26 mei 1955     | DP     |
|                                      | Jakob Kaiser           | Franz-Josef Wuermeling (1900–1986) | Chef des Bundeskanzleramts / Staatssecretaris voor Binnenlandse Zaken | 15 oktober 1949   | 14 januari 1951 | CDU    |
|                                      | Otto Lenz              | Otto Lenz (1903–1957)              | Chef des Bundeskanzleramts / Staatssecretaris voor Binnenlandse Zaken | 14 januari 1951   | 20 oktober 1953 | CDU    |